# Paulin II.
Paulin II. (Premariacco, oko 726. – Cividale, 802./804.), svećenik, teolog, pjesnik i svetac.

## Životopis
Vjerojatno je rođen u Premariaccu u doba langobardske vladavine. Kada je 776. franački kralj Karlo Veliki pokorio langobardsku državu, sa sobom je na dvor pozvao Paulina, koji je bio na službi velikog učenjaka. U Karlovoj palači je Paulin stekao povjerenje i prijateljstvo mnogih učenjaka Europe, uključujući Alcuina od Yorka, te Arna, budućeg biskupa Salzburga. Godine 787. ga je na Karlov nalog papa Lav III. proglasio biskupom Akvileje. Tada se Paulin istakao knjigama u kojima je osuđivao adopcijanistički nauk. Takve je stavove branio na crkvenim saborima u Regensburgu 792. i 794. te Cividaleu 796.
Nakon imenovanja za biskupa je počeo s pokrštavanjem Slavena. Tome su poticaj pobjede Karla nad Avarima na istočnoj granici franačke države. Novoosvojena područja je biskupija u Akvileji podijelila s biskupijom u Salzburgu, pri čemu je kao granica određena Drava.

## Djela
- Libellus Sacrosyllabus contra Elipandum
- Libri III contra Felicem (Tri knjige protiv Feliksa)
- Regula Fidei (Pravila vjere)